# Елена Киселкова
Елена Василева Киселкова е български лекар и учен физиолог, професор в катедра „Физиология и биохимия“ в Националната спортна академия. Тя е един от пионерите на спортната физиология в България.

## Биография
Елена Киселкова е родена в София на 27 януари 1932 г. в семейството на българския славист и преводач, изследовател на старобългарската литература Васил Славов Киселков.
През 1956 г. завършва медицина в Медицинска академия, София. В периода от 1957 до 1960 г. работи като ординатор във вътрешно отделение на околийската болница в град Годеч, временен ординатор и физиотерапевт в курортна поликлиника в Горна баня, научен сътрудник по патофизиология при НИИКФ, ординатор в Балнеосанаториума на трудещите се селяни (днес: Специализирана болница за рехабилитация „Здраве“) в Банкя.
Между 1960 и 1965 година Киселкова е лекар специалист в катедра „Физиология и биохимия“ при ВИФ и основател на Лабораторията по електрофизиология. От 1965 до 1969 година е научен сътрудник по електрофизиология на спорта, а през 1969 година защитава степента научен сътрудник I степен. От 1974 година едновременно с извършване на научноизследователската работа се включва и в преподавателската дейност на катедрата.
През 1984 година ѝ е присъдена научната степен „доктор на медицинските науки“ след успешно защитена докторска дисертация на актуална тема, имаща както фундаментално значение, тъй като третира един електромиографски феномен, неописан до този момент в литературата, но така също и практическа насоченост – резултатите дават възможност за използването им при оценка на функционалното състояние на спортисти.
През 1986 година Елена Киселкова се хабилитира като доцент по физиология, а през 1998 година ѝ е присъдено званието професор.
Основната област на научните изследвания на проф. Киселкова са промените в биоелектричната активност на мозъка и мускулите под влияние на различни по характер и интензивност физически натоварвания. Резултатите от тях са обобщени в една монография, в която въпросите се разглеждат във възрастов аспект, явяваща се първа по рода си в българската спортно-физиологична литература.
Работила е и в областта на възбудимостта и лабилността на нервно-мускулния апарат, както и по въпроси, свързани с промени в периферното и мозъчно кръвообращение под влияния на физически натоварвания и интероцептивни дразнения и под влияние на лечебна физкултура. Разработени и внедрени в лабораторната практика със студентите от ВИФ са методики за проследяване промените в ЕЕГ и ЕМГ сигналите при физически натоварвания и явления на умора.
Проф. Елена Киселкова има 86 научни публикации, отпечатани в български и чужди списания, някои от които са цитирани от български, съветски, френски и английски автори. Съавтор е на учебника за НСА „Физиология на човека“ (заедно с Вельо Гаврийски, Доротея Стефанова, Константин Бичев), учебника за НСА „Физиология на човека с физиология на спорта“ в три части (заедно с В. Гаврийски, Д. Стефанова и К. Бичев), очерка „Физиология на спорта“ (заедно с Д. Стефанова, К. Бичев и В. Гаврилов) и „Лабораторни упражнения по физиология“ (заедно с К. Бичев, В. Гаврийски, В. Георгиев и В. Михайлов).
Член е на:
- Българско дружество по физиологични науки,
- Българско дружество по електроенцефалография, електромиография и клинична неврофизиология, и
- Българско научно дружество по спортна медицина и кинезитерапия.

## Признание
През 2017 година проф. Киселкова получава почетен медал на НСА, връчен от ректора проф. Пенчо Гешев за приноса ѝ в развитието на НСА.